# Илия Антонович
Илия Антонович (на сръбски: Илија Антоновић) е сръбски търговец и голям дарител.

## Биография
Антонович е роден в 1843 година в Мелник в семейството на Антон и Ласкарина. Учи в гръцко училище. Работи при роднината си Анастас Зах, а по-късно отваря свой собствен железарски бизнес и забогатява. Оставя цялото си богатство на Белградския университет и други хуманитарни институции.